# Yvonne Li
Yvonne Li (* 30. Mai 1998 in Hamburg) ist eine deutsche Badmintonspielerin.

## Karriere
Yvonne Li hat 2004 mit dem Badmintonspielen beim Hamburger SV angefangen. Damit sie zur Saison 2012/13 beginnend in der Regionalliga Nord spielen konnte, musste sie zum Farmsener TV wechseln. Ohne diesen Vereinswechsel hätte das nicht geklappt, obwohl zum gleichen Zeitpunkt eine Spielgemeinschaft im Badminton mit den Vereinen Hamburger SV, Farmsener TV und dem VfL 93 gegründet wurde. Nach nur einer Saison konnte Yvonne Li dann wieder vom Farmsener TV zum Hamburger SV wechseln. Insgesamt spielte sie drei Jahre in der Regionalliga Nord mit der Spielgemeinschaft FTV-HSV-VfL93. In der Junioren-Rangliste der Badminton World Federation liegt sie auf Rang 10 im Dameneinzel, auf Rang 19 im Damendoppel und Rang 12 im Mixed. (Stand: 10. April 2014) Beim europäischen Verband stand im April 2014 Li im Dameneinzel auf Platz 2 der Junioren.(Stand: 10. April 2014) Bei den Erwachsenen gewann sie 2014 Bronze bei den nationalen Titelkämpfen und qualifizierte sich damit für die Mannschaftseuropameisterschaft 2014. Ab 2015 trat Li für den Bundesligisten SC Union 08 Lüdinghausen an. Seit 2022 läuft sie für den SV Fun-Ball Dortelweil auf, mit dem sie 2024 die deutsche Mannschaftsmeisterschaft gewann.
Durch ihren Einsatz beim Länderspiel gegen Japan am 10. Oktober 2014 in Hamburg wurde sie zur bisher jüngsten Badmintonnationalspielerin des DBV.
Li nahm an den Olympischen Sommerspielen 2020 in Tokio, die auf 2021 verschoben wurden, sowie an den Olympischen Sommerspielen 2024 in Paris teil.

## Erfolge
| Jahr | Veranstaltung                    | Platz | Disziplin     |
| 2011 | Deutsche Einzelmeisterschaft U15 | 2.    | Mädchendoppel |
| 2011 | Deutsche Einzelmeisterschaft U15 | 3.    | Mädcheneinzel |
| 2011 | Yonex Langenfeld Cup U15         | 3.    | Mädchendoppel |
| 2012 | Deutsche Einzelmeisterschaft U15 | 1.    | Mädcheneinzel |
| 2012 | Deutsche Einzelmeisterschaft U15 | 1.    | Mädchendoppel |
| 2012 | Deutsche Einzelmeisterschaft U15 | 1.    | Mixed         |
| 2013 | Yonex Langenfeld Cup U15         | 3.    | Mädcheneinzel |
| 2013 | Yonex Langenfeld Cup U15         | 3.    | Mädchendoppel |
| 2013 | Deutsche Einzelmeisterschaft U17 | 1.    | Mädcheneinzel |
| 2013 | Deutsche Einzelmeisterschaft U17 | 1.    | Mädchendoppel |
| 2013 | Deutsche Einzelmeisterschaft U17 | 2.    | Mixed         |
| 2013 | Yonex Langenfeld Cup U17         | 2.    | Mixed         |
| 2013 | Yonex Langenfeld Cup U17         | 3.    | Mädcheneinzel |
| 2013 | Bulgarian Juniors                | 1.    | Mixed         |
| 2013 | Bulgarian Juniors                | 1.    | Dameneinzel   |
| 2013 | Belgian Juniors                  | 1.    | Dameneinzel   |
| 2013 | Croatian Juniors                 | 1.    | Mixed         |
| 2013 | Croatian Juniors                 | 2.    | Dameneinzel   |
| 2013 | Portuguese Juniors               | 2.    | Dameneinzel   |
| 2013 | Portuguese Juniors               | 2.    | Mixed         |
| 2014 | Deutsche Einzelmeisterschaft U17 | 1.    | Mixed         |
| 2014 | Deutsche Einzelmeisterschaft U19 | 2.    | Dameneinzel   |
| 2014 | Deutsche Einzelmeisterschaft O19 | 3.    | Dameneinzel   |
| 2014 | Europameisterschaft U17          | 1.    | Mädcheneinzel |
| 2014 | Europameisterschaft U17          | 5.    | Team          |
| 2014 | Spanish Juniors                  | 2.    | Dameneinzel   |
| 2014 | Spanish Juniors                  | 2.    | Damendoppel   |
| 2015 | Deutsche Einzelmeisterschaft O19 | 3.    | Dameneinzel   |
| 2015 | Deutsche Einzelmeisterschaft U19 | 2.    | Dameneinzel   |
| 2015 | Deutsche Einzelmeisterschaft U19 | 1.    | Damendoppel   |
| 2015 | Deutsche Einzelmeisterschaft U19 | 2.    | Mixed         |
| 2016 | Deutsche Meisterschaften U19     | 1.    | Dameneinzel   |
| 2016 | Deutsche Meisterschaften U19     | 3.    | Mixed         |
| 2016 | Deutsche Meisterschaften U19     | 1.    | Damendoppel   |
| 2016 | Deutsche Meisterschaften 2016    | 3.    | Dameneinzel   |
| 2017 | Deutsche Meisterschaften U19     | 1.    | Dameneinzel   |
| 2017 | Deutsche Meisterschaften U19     | 1.    | Mixed         |
| 2017 | Deutsche Meisterschaften U19     | 1.    | Damendoppel   |
| 2017 | Deutsche Meisterschaften 2017    | 3.    | Dameneinzel   |
| 2018 | Deutsche Meisterschaften 2018    | 2.    | Dameneinzel   |
| 2019 | Deutsche Meisterschaften 2019    | 1.    | Dameneinzel   |
| 2020 | Deutsche Meisterschaften 2020    | 1.    | Dameneinzel   |
| 2020 | Deutsche Meisterschaften 2020    | 1.    | Damendoppel   |
| 2021 | Deutsche Meisterschaften 2021    | 1.    | Dameneinzel   |
| 2022 | Welsh International              | 1.    | Dameneinzel   |

## Privates
Lis Eltern kamen als Studenten aus China nach Hamburg. Sie studiert Wirtschaftsingenieurswesen an der Universität Duisburg-Essen.